# کنوانسیون بازل
کنوانسیون بازل در مورد کنترل جابجایی‌های فرامرزی زباله‌های خطرناک و دفع آنها، که معمولاً با عنوان «کنوانسیون بازل» شناخته می‌شود، یک معاهده بین‌المللی است که با هدف کاهش جابه‌جایی پسماند خطرناک میان کشورها طراحی شده است؛ به‌ویژه با تأکید بر محدود کردن انتقال این‌گونه پسماندها از کشورهای توسعه‌یافته به کشورهای کمتر توسعه‌یافته. این کنوانسیون، حوزه ضایعات هسته ای را در بر نمی‌گیرد؛ چرا که این دسته از پسماندها تحت نظارت «آژانس بین‌المللی انرژی اتمی» قرار دارند.
یکی دیگر از اهداف اساسی کنوانسیون بازل، کاهش حجم و سمیت پسماندهای تولیدی و مدیریت اصولی و سازگار با محیط زیست این پسماندها، تا حد امکان در نزدیک‌ترین نقطه به محل تولید آن‌ها است. افزون بر این، کنوانسیون بازل بر ارائه کمک به کشورهای در حال توسعه برای دستیابی به مدیریت صحیح زیست‌محیطی پسماندهای خطرناک و سایر انواع پسماندهای تولیدی تأکید دارد.

طرفین کنوانسیون

این معاهده در تاریخ ۲۱ مارس ۱۹۸۹ برای امضا گشوده شد و پس از تصویب رسمی، از ۵ مه ۱۹۹۲ لازم‌الاجرا گردید. تا ژوئن ۲۰۲۴، شمار اعضای این کنوانسیون به ۱۹۱ کشور رسیده است. با این حال، ایالات متحده آمریکا و هائیتی تنها معاهده را امضا کرده‌اند اما هنوز آن را به‌طور رسمی تصویب (یا به عبارتی، «تصویب‌نامه» را ارائه) نکرده‌اند.

## تاریخچه
در پی درخواست گسترده‌ای که با بیش از یک میلیون امضا از سوی مردم سراسر جهان برای اقدام جدی دربارهٔ بحران پسماندهای پلاستیکی به سازمان ملل ارائه شد، اکثر کشورهای جهان – به استثنای ایالات متحده – در ماه مه سال ۲۰۱۹ با اصلاحیه‌ای در کنوانسیون بازل موافقت کردند که بر اساس آن، آلودگی پلاستیکی نیز به‌عنوان مواد تحت نظارت و کنترل در چارچوب این معاهده تلقی می‌شوند.
با وجود این‌که ایالات متحده عضو رسمی این معاهده نیست، اما طبق اعلام «شبکه اقدام بازل» (BAN)، صادرات پسماندهای پلاستیکی از ایالات متحده به دیگر کشورها به محض ورود کشتی به آب‌های آزاد، «ترافیک غیرقانونی» محسوب می‌شود. از این رو، شرکت‌های حمل‌ونقل که این پسماندها را جابه‌جا می‌کنند، ممکن است با مسئولیت قانونی مواجه شوند؛ چرا که انتقال پسماندهای پلاستیکی طبق این اصلاحیه، در بیشتر کشورهای جهان ممنوع شده است.
در مجموع، کنوانسیون بازل نقشی کلیدی در تلاش‌های بین‌المللی برای حفاظت از محیط زیست در برابر آثار زیان‌بار پسماندهای خطرناک ایفا می‌کند و با گسترش دامنه نظارت خود بر پسماندهایی همچون پلاستیک، بیش از پیش به ضرورتی برای همکاری جهانی در مدیریت پایدار پسماندها تبدیل شده است.
با تشدید قوانین زیست‌محیطی در کشورهای توسعه‌یافته طی دهه ۱۹۷۰ میلادی — از جمله تصویب قوانینی مانند ** «حقوق محیط زیست» (RCRA)** در ایالات متحده — هزینه‌های دفع پسماندهای خطرناک به‌طور چشم‌گیری افزایش یافت. این قوانین جدید، شرکت‌ها را ملزم می‌کردند تا پسماندهای سمی را با استانداردهای دقیق‌تری مدیریت و دفع کنند، که همین امر موجب بالا رفتن هزینه‌های حمل، ذخیره‌سازی، و نابودی ایمن آن‌ها شد.
در همین زمان، فرایند جهانی‌سازی حمل‌ونقل نیز سرعت گرفت و جابه‌جایی مرزی کالاها و مواد – از جمله پسماند – بسیار آسان‌تر و ارزان‌تر از گذشته شد. این تحولات، در کنار بحران‌های اقتصادی و نیاز فوری بسیاری از کشورهای کمتر توسعه‌یافته به ارز خارجی، باعث شد این کشورها به مقصدی جذاب برای پذیرش پسماندهای خطرناک کشورهای ثروتمند تبدیل شوند. برخی دولت‌ها و شرکت‌های خصوصی در این کشورها، در ازای دریافت مبالغ نسبتاً اندکی، با واردات پسماندهایی موافقت کردند که گاه بسیار سمی و مضر برای محیط زیست و سلامت عمومی بودند.
در نتیجه، در فاصله‌ای نسبتاً کوتاه، بازار تجارت بین‌المللی پسماندهای خطرناک — به‌ویژه به سمت کشورهای فقیرتر — به‌شدت رشد کرد. طبق آمار ارائه‌شده در سال ۱۹۹۰، کشورهای عضو سازمان توسعه و همکاری اقتصادی (OECD) در مجموع حدود ۱٫۸ میلیون تُن پسماند خطرناک را به کشورهای دیگر صادر کردند. هرچند بخش عمده‌ای از این صادرات به سایر کشورهای توسعه‌یافته انجام شد، اما مجموعه‌ای از حادثه‌های پرسروصدا و جنجالی مربوط به تخلیه و دفن غیرقانونی پسماندهای سمی در کشورهای فقیرتر باعث شد نگرانی‌های جهانی دربارهٔ نبود مقررات کافی و شفاف در این زمینه به اوج برسد.
نمونه‌هایی از این رویدادها که رسانه‌ای شدند، افکار عمومی را برانگیختند و فشار زیادی بر نهادهای بین‌المللی، سازمان‌های محیط‌زیستی و دولت‌ها وارد کردند تا در این زمینه اقدام فوری و هماهنگ صورت گیرد. همین فشارها زمینه‌ساز شکل‌گیری کنوانسیون بازل در سال‌های پایانی دهه ۱۹۸۰ شد؛ معاهده‌ای که هدف آن، پایان دادن به سوءاستفاده از خلأهای قانونی در نظام تجارت بین‌المللی پسماند، و پیشگیری از تبدیل کشورهای فقیر به «زباله‌دانی جهان» بود.
در حقیقت، کنوانسیون بازل پاسخی بود به یک بحران زیست‌محیطی جهانی در حال شکل‌گیری؛ بحرانی که در آن، منافع اقتصادی کوتاه‌مدت، سلامت انسان‌ها و طبیعت را در کشورهای کم‌درآمد به خطر انداخته بود. این معاهده نه‌تنها بر نظارت دقیق‌تر بر انتقال پسماندهای خطرناک تمرکز داشت، بلکه تلاش کرد تا عدالت زیست‌محیطی را نیز تقویت کند و صدای کشورهای آسیب‌پذیر را در نظام بین‌المللی به رسمیت بشناسد.